# Retrato de la marquesa de d'Orvilliers
El Retrato de la marquesa de Orvilliers es un cuadro pintado por Jacques-Louis David en 1790, representando a Jeanne Robertine Rilliet, marquesa de Orvilliers (1772-1862). Pintado al mismo tiempo que el Retrato de la condesa de Sorcy-Thélusson su hermana, ambos cuadros retratan a las hijas del banquero ginebrino Jacques Rilliet. 

## Historia
Propiedad de la modelo, el cuadro fue heredado por su hija Adélaïde Tourteau de Orvilliers condesa de La Tour du Pin de la Charce. En 1914, Sosthène-Louis marqués de Turenne de Aynac, último descendiente propietario de la obra, la vendió a Rosalie von Gutmann condesa de Fitz-James. Esta última legó el retrato en 1923 al Museo del Louvre (inventario RF 2418).

## Descripción
El artista presenta a la retratada en la misma pose que la Agripina sentada del Capitolio, actitud que David también utilizará para el retrato de Madame de Verninac.